# Sandersons Hope
Sandersons Hope är en udde i Grönland (Kungariket Danmark).   Den ligger i kommunen Qaasuitsup, i den västra delen av Grönland, 1 000 km norr om huvudstaden Nuuk.
Terrängen inåt land är kuperad österut, men västerut är den platt. Havet är nära Sandersons Hope åt nordväst.  Närmaste större samhälle är Upernavik, 7,8 km norr om Sandersons Hope. 